# Marta Vannucci

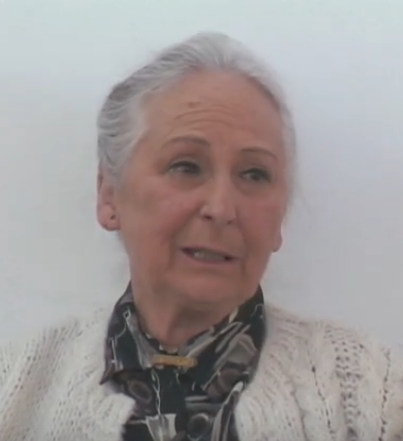
Marta Vannucci

Marta Ana Maria Vannucci (* 10. Mai 1921 in Florenz, Italien; † 15. Januar 2021 in São Paulo, Brasilien) war eine brasilianische Biologin und Hochschullehrerin. Sie war Direktorin des Ozeanographischen Instituts der Universidade de São Paulo (USP) und die erste Frau, die 1955 außerordentliches Mitglied der Brasilianischen Akademie der Wissenschaften wurde.

## Leben und Werk
Vannucci emigrierte 1927 mit ihrer Familie nach Brasilien. Ihr Vater, der ein Gegner von Benito Mussolini war, war Arzt und Dozent an der Universität Padua und der Universität Florenz gewesen. In Brasilien arbeitete er als Chirurg im Krankenhaus Matarazzo und starb 1937 an einer Infektion, die er sich während einer Operation zugezogen hatte. Vannucci besuchte die Grundschule am Colégio Dante Alighieri in São Paulo. Sie absolvierte ihr Grundstudium in Naturgeschichte an der Faculdade de Filosofia, Letras e Ciências Humanas da Universidade de São Paulo (FFLCH), wo sie 1943 ihren Abschluss machte. Sie promovierte 1944 bei dem deutschen Zoologen Ernst Marcus mit der Dissertation Hydroida Thecaphora do Brasil.
Von 1944 bis 1950 arbeitete sie als Assistenzprofessorin für Zoologie an der FFLCH. Dazu musste sie die brasilianische Staatsbürgerschaft beantragen, die sie während des Krieges erhielt.
An der USP lernte sie ihren ersten Ehemann Erasmo Garcia Mendes kennen, der Professor an den Fakultäten für Allgemeine Zoologie und Tierphysiologie war. Vanucci heiratete ihn 1940 und ihr Sohn Érico Vannucci Mendes wurde am 24. Juni 1944 geboren. 1946 reisten Vanucci und ihr Ehemann in die Vereinigten Staaten und absolvierten ein Praktikum an der Yale University und am Marine Biological Laboratory in Woods Hole. Bei ihrer Rückkehr nach Brasilien im Jahr 1948 trennten sich die Eheleute im gegenseitigen Einvernehmen, wobei Érico in der Obhut seiner Mutter blieb.

## Instituto Paulista de Oceanografia

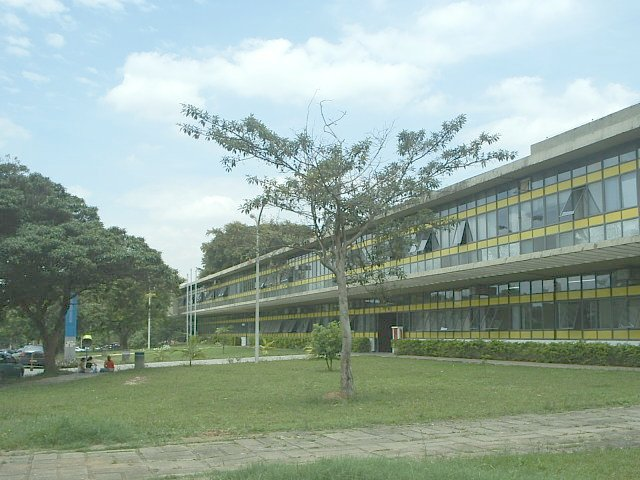
Ozeanographisches Institut der Universität von São Paulo

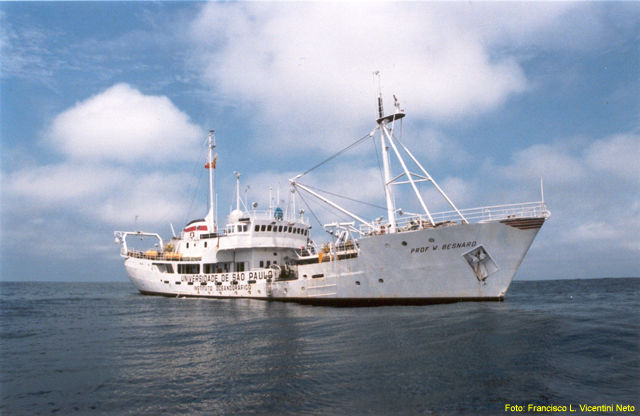
Von 1967 bis 2008 betrieb Brasilien mit der Professor W. Besnard das damals einzige ozeanografische Schiff

In den 1940er Jahren wurde Vanucci eingeladen, sich dem Forschungsteam des Instituto Paulista de Oceanografia (IPO) anzuschließen. Diese Einrichtung war das erste Forschungsinstitut, das sich den ozeanographischen Wissenschaften in Brasilien widmete, und war dem Landwirtschaftsministerium unterstellt. Der russische Biologe Wladimir Besnard war eingeladen worden, die Leitung der neuen Institution zu übernehmen, die in der Stadt São Paulo eingerichtet wurde. Vannucci wurde dann von Besnard eingeladen, sich dem ozeanographischen Forschungsinstitut anzuschließen. Vannucci und Besnard setzten sich dafür ein, dass das Institut nicht auf die Fischerei beschränkt sein sollte, sondern ein meereswissenschaftliches Forschungsinstitut, also ein ozeanographisches Institut sein sollte. Sie baten den Rektor der USP, dem damaligen Professor Luciano Gualberto, das Institut als ein wissenschaftliches Forschungszentrum der Universität anzugliedern. Nach neun Monaten erfolgte 1951 die Gründung unter dem Namen Instituto Oceanográfico da Universidade de São Paulo (IO-USP).
Mit seiner Eingliederung in die Universität begann das Ozeanographische Institut unter der Leitung von Besnard Forschungsarbeiten in den Bereichen Meeresbiologie und physikalische Ozeanographie durchzuführen. Anschließend wurden Abteilungen für physikalische, chemische und biologische Ozeanographie organisiert. Besnard, der mit den Mangroven in Asien vertraut war und in Vietnam gearbeitet hatte, begann sich für die Mangroven vor der Küste von São Paulo zu interessieren. So begann 1949 die Mangrovenforschung, der sich Vanucci im Folgenden widmete. Ihr Interesse galt der biologischen Ozeanographie, in der sie unzählige Studien mit Exkursionen, Artensammlungen und Veröffentlichungen durchführte und zum Aufbau von Planktonsammlungen am Ozeanographischen Institut beitrug. Besnard war verantwortlich für den Aufbau von zwei ozeanographischen Forschungsbasen im äußersten Norden und Süden der Küste von São Paulo, eine in Cananéia und die andere in São Sebastião.
Vannucci führte verschiedene Exkursionen in die Region Cananéia und zur Insel Trindade durch. Auf diesen Exkursionen sammelte sie marine Planktonarten, die am Institut inventarisiert und klassifiziert wurden, und veröffentlichte verschiedene Artikel auf der Grundlage dieser Studien. Die von ihr beaufsichtigte Planktonforschung bestand in der Organisation einer Faunastudie, die Exemplare verschiedener Gruppen wie Spongiaria, Coelenterata, Pantopoda, Chaetognatha, Annelida, Bryozoa, Hemichordata, Tunicata und Turbellaria kennzeichnete und klassifizierte. Anschließend wurden Identifikationsaufzeichnungen für jede dieser Gruppen erstellt. Begleitend arbeitete sie an der geografischen Verbreitung des Planktons und erstellte Aufzeichnungen der für die Studie bearbeiteten Forschungsstationen mit einer Liste der gefundenen und bereits bestimmten Arten. Auf dem Gebiet der biologischen Ozeanographie begann Vannucci auch mit einer Untersuchung der Fauna der Region Cananéia-Iguape sowie mit einem Katalog mit Informationen über maritime Expeditionen.
1956 erhielt sie ein Stipendium der UNESCO, um an der Station für Meeresbiologie in Millport (Schottland) zu forschen. Vannucci übernahm von 1964 bis 1969 die Leitung des IO-USP. Während ihrer Amtszeit wurden das Institutsgebäude und das Forschungsschiff gebaut und Aufbaustudiengänge organisiert. Vannucci verhandelte und begleitete den Bau des Forschungsschiffes Professor W. Besnard, welches von einer Werft in Bergen gebaut wurde. Sie erreichte es, dass ein eigenes Gebäude für das IO-USP gebaut wurde und damit der Umzug auf den USP-Campus möglich war.
Vannucci veröffentlichte von 1950 bis 1969 insgesamt 14 Artikel im Boletim do Instituto Oceanográfico, fünf davon als Co-Autorin. Sie veröffentlichte verschiedene Artikel in wissenschaftlichen Zeitschriften in Brasilien und klassifizierte verschiedene Arten: Hebellopsis besnard (1950), Halocordyle fragilis (1951), Calicella gabriellae und Pterosagitta besnardi (Vannucci & Hosoe, 1952).

## Arbeit an Mangrovenökosystemen
1964 nahm Vannucci an der internationalen Indian Ocean Expedition (IIOE) teil, an der siebzehn Forschungsschiffe aus verschiedenen Ländern in Amerika, Europa und Ländern an der Küste des Indischen Ozeans beteiligt waren. Indien richtete das Plankton-Sortierlabor in Cochin ein, und 1969 beauftragte die UNESCO Vanucci mit der Fertigstellung. Im Januar 1970 wurde sie von der UNESCO eingestellt und arbeitete in Indien als Expertin für Meereswissenschaften.
Nach Abschluss der Arbeiten im indischen Raum entsandte die UNESCO sie von 1972 bis 1974 an das Plankton-Screening-Labor an der Nationalen Autonomen Universität von Mexiko. Danach war sie als Direktorin des UNESCO-Regionalbüros in Neu-Delhi tätig. Von 1982 bis 1990 war sie Chief Technical Adviser der UNDP/UNESCO-Mangrovenprojekte für Asien und den Pazifik. Sie lebte und forschte insgesamt 25 Jahre in Indien, wo sie an der Inspektion von Küsten- und Mangrovenökosystemen arbeitete.
1990 ging sie in den Ruhestand und wurde Vizepräsidentin der International Society for Mangrove Ecosystems (ISME) mit Hauptsitz in Okinawa. Sie war von 1990 bis 1999 Vizepräsidentin von ISME, amtierende Präsidentin im Jahr 1999 und ehrenamtliche Beraterin ab 2000.
Sie veröffentlichte rund 100 Artikel in internationalen wissenschaftlichen Zeitschriften und betreute mehrere Doktoranden in Brasilien, Indien, Pakistan, Bangladesch und Sri-Lanka. Ihr erster wissenschaftlicher Artikel über eine Planktonschnecke von der Küste von Guarujá wurde 1939 im Biology Bulletin im Bereich Planktonstudien veröffentlicht.
In Indien studierte Vannucci auch alte vedische Texte und entlegene Täler im Himalaya, worüber sie mehrere Bücher veröffentlichte.
Vannucci hatte zwei Söhne. Der Érico Vannucci Mendes Award wurde von ihr mit dem Ziel gestiftet, das Andenken an ihren 1986 verstorbenen Sohn zu ehren.
Vannucci starb 2021 im Alter von 99 Jahren.
Seit 2021 wird auf Initiative des UNESCO-Lehrstuhls für Ozeannachhaltigkeit, der mit dem Oceanographic Institute und Institute of Advanced Studies an der Universität von São Paulo und der League of Women for the Ocean verbunden ist, der Marta-Vannucci-Preis für Frauen in den Meereswissenschaften vergeben.
Vannucci war Mitglied zahlreicher wissenschaftlicher Gesellschaften, darunter der Brasilianischen Akademie der Wissenschaften. Sie trat am 27. Dezember 1955 in die Akademie ein und wurde am 6. Dezember 1966 als erste Frau zum ordentlichen Mitglied gewählt.

## Auszeichnungen
- 1996: Großkreuz des Ordem Nacional do Mérito Científico
- Aufnahme in den Saal der Donas da Rua da História
- 2021: Schirmherrin der Ausgabe 2021 von Mergulho na Ciência USP[8]

## Veröffentlichungen (Auswahl)
- Ancient Gods and Heroes of East and West. DK Printworld, 2005, ISBN 978-81-246-0413-7.
- Ancient Movements of the Indo-Aryans and Indo-Aranians. D.K. Printworld (P) Ltd, 2011, ISBN 978-81-246-0554-7.
- Ecological Readings in the Veda. Print World, New Delhi, 1994, ISBN 978-81-246-0009-2.
- The Mangroves and Us. Indian Association for the Advancement of Science, New Delhi.
- Mangrove Management and Conservation: Present and Future. United Nations University Press, 2004, ISBN 978-92-808-1084-4.
- Human Ecology in the Vedas. D.K. Printworld, 1999, ISBN 978-81-246-0115-0.